# Casa de Álvarez-Cuevas
La casa de Álvarez-Cuevas o casa de Álvarez de Cuevas es un linaje nobiliario español originario de la Corona de Castilla.

## Historia
La casa de Álvarez-Cuevas tiene sus orígenes en el Principado de Asturias, siendo una rama menor de los Álvarez de Canero. A finales del siglo XVII se establecieron en El Puerto de Santa María (Cádiz). 
Tras la Guerra de Sucesión Española (1701-1713) y la victoria de Felipe V, de quien fueron partidarios los Álvarez-Cuevas en la contienda, sucesivos miembros de la familia participaron en la Carrera de Indias, desarrollando empleos militares de alta graduación en Cádiz, Veracruz, La Habana y Cartagena de Indias, dentro de la Armada española.  
En 1734, Francisco de Álvarez-Cuevas y de Pelayo, capitán de Alto Bordo de la Real Armada del Mar Océano y coronel de los Ejércitos de Su Majestad, labró el Palacio de Álvarez-Cuevas en El Puerto de Santa María,  cuya propiedad heredó en 1738 su hijo Francisco de Álvarez-Cuevas y Banquero, regidor perpetuo e hijo ilustre del municipio portuense. 
A su vez, fueron paulatinamente cobrando poder y fortuna gracias a sus permanentes alianzas y lazos de fidelidad hacia la monarquía, situación que se afianzó a finales del siglo XVIII, cuando la familia se estableció en el principado de Cataluña, al casarse Juan de Álvarez-Cuevas y de Craywinckel con María Luisa de Viard y de Salvador, natural de Villafranca del Panadés y sobrina del conde de Fogonella.
A lo largo de su historia, la rama principal del linaje ha entroncado con importantes casas nobiliarias españolas, teniendo como ancestros a los barones de Florejachs, a los marqueses de Serdañola, a los condes de Castellar y, con estos últimos, a Juan Alonso Pérez de Guzmán, i duque de Medina Sidonia.

## Personas destacadas
- Francisco de Álvarez-Cuevas y de Pelayo (fallecido en 1738),[6][7] capitán de navío y maestre de plata.[nota 1][2] En 1731 sirvió en la Escuadra del Mediterráneo,[8] encabezada por el almirante Blas de Lezo, como capitán del navío "San Carlos".
- Francisco de Álvarez-Cuevas y Banquero (1706), capitán de la Milicia Urbana y regidor perpetuo[9] de El Puerto de Santa María (Cádiz).
- Juan de Álvarez-Cuevas y Banquero (hermano del anterior), oficial de la Armada Española en el Virreinato de Nueva Granada.
- Juan de Álvarez-Cuevas y de Craywinckel (1740), teniente coronel del Regimiento de Dragones de Lusitania y cruz de la Real y Militar Orden de San Hermenegildo.
- Manuel de Navia-Osorio y de Álvarez-Cuevas (1806-1881), ix marqués de Santa Cruz de Marcenado, diputado en Cortes.
- José María de Navia-Osorio y de Álvarez-Cuevas (1812), ix vizconde del Puerto, brigadier, diputado en Cortes y gobernador civil de Oviedo y Santander.
- Narciso (1812),[10][11] Antonio de Padua (1812-1889),[12] Felipe (1814), Francisco y José (1817) de Álvarez-Cuevas y de Tord, caballeros de la Real Orden de Isabel la Católica y de la Real y Militar Orden de San Fernando.[13]
- Felipe de Álvarez-Cuevas y de Castellví (1856), capitán de Infantería.
- José María de Álvarez-Cuevas y Fuster (fallecido en 1923), diputado en Cortes.[14]
- José de Álvarez-Cuevas y de Lacassaigne (fallecido en 1929),[15] diputado en Cortes.[16]
- Juan de Álvarez-Cuevas y de Sisternes (1873-1936), alcalde de Villafranca del Panadés (Barcelona) entre 1925 y 1930.
- Manuel de Álvarez-Cuevas y Olivella (1874-1930), teniente de alcalde del Ayuntamiento de Barcelona y presidente del Comité organizador de la Exposición Internacional de Barcelona de 1929.
- Francisco de Álvarez-Cuevas y Güell (1889-1945), empresario y coleccionista de arte.
- María de las Mercedes de Álvarez-Cuevas y Güell (fallecida en 1971), condecorada con la Medalla de Sufrimientos por la Patria.[17]

## Propiedades
Distintos miembros de la Casa de Álvarez-Cuevas son o han sido propietarios de varios edificios históricos de España:
- Palacio de Álvarez-Cuevas, después de Bernabé y Madero, en El Puerto de Santa María (Cádiz).
- Palacio Real de Villafranca del Panadés (Barcelona),[18][19] actual Museo de las Culturas del Vino de Cataluña.
- Palacio Maciá en Villafranca del Panadés (Barcelona).
- Castillo de Penyafel en Santa Margarita y Monjós (Barcelona).
- Casa Álvarez-Cuevas[20] en Santa Margarita y Monjós (Barcelona).
- Villa Álvarez, después Villa Florentina, en Sitges (Barcelona).
- Masía de la Pansa en Castellví de la Marca (Barcelona).
- Casa Perelló en Ametlla (Lérida).